# تلویزیون کند-پویش

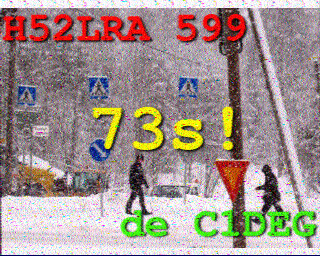
نمونه‌ای از تصویر منتقل شده به کمک SSTV

تلویزیون کند-پویش (انگلیسی: Slow-scan television) یا SSTV شیوهٔ انتقال تصویری است که توسط استفاده‌کنندگان رادیو آماتور برای انتقال و دریافت تصاویر ثابت از طریق رادیویی به صورت تک رنگ یا رنگی استفاده می‌شود.